# 李志伟 (科学家)
李志伟（Li Zhi-wei，1917年3月22日—）澳门人，中华人民共和国统计学家。

## 生平
清華大學十一級外語系畢業。1944年第六届中美庚款考试，在清华大学选拔了22名青年，其中包括杨振宁、何炳棣、李志伟等人，李志伟选定的学习方向是社会学。李志伟从清华大学来到美国芝加哥大学，后来从社会学系转到经济系，成为米尔顿·弗里德曼的博士研究生，跟随弗里德曼6年，1951年获得博士学位。李志伟在芝加哥大学期间，李志伟的妻子是美国之音的播音员。
米尔顿·弗里德曼在回憶錄中寫道，李志伟不擅长在有限時間內完成試題，却能写作极有思想的论文，对经济模型有獨到創新的運用：这使得向来只重视考试的弗里德曼不得不重新考虑对学生的评价标准。1951年获得博士学位后，李志伟携家回国，先到香港，随后迁居中国内地。回国后，他进入高校。当时因经济学科已被调整，他和其他从海外归来的学者一道改行教英语。文化大革命期间，李志伟的妻子逝世，李志伟本人受到冲击，直到1978年才恢复名誉，进入外贸学院任教。当时，中国正式的经济学体制尚未建立，李志伟只能教统计学。1980年，弗里德曼访华，师生二人相隔30年再次见面。
此后，直到退休，李志伟也从未获得机会讲授经济学。